# 横山哲也
横山 哲也（よこやま てつや、1982年3月12日 - ）は、NHKのアナウンサー。

## 人物
東京都豊島区出身、中央大学を卒業後、2004年に入局。
ここ最近は、高校野球、プロ野球、全国野球中継などのスポーツ中継に関する担当することがかなり多くなっている。
太い眉毛と声が低いのが特徴である。

## 現在の担当番組
- スポーツ中継実況・リポート（主にプロ野球、MLB、高校野球、サッカー、サーフィンなど）
- 北海道のニュース（テレビ、ラジオ）
  - ニュース北海道645（不定期）
  - ほっとニュース845（不定期）

## 過去の担当番組
長野放送局時代
- 長野県のニュース・中継・リポート
- イブニング信州（スポーツ担当）[注釈 1]

松江放送局時代
- 島根県のニュース・中継・リポート
- 生中継 ふるさと一番!（2008年10月13日、14日）
- ホリデーインタビュー「感謝の心で前へ!!〜元広島カープ投手・佐々岡真司〜」（2010年2月11日）[4]
- しまねっとNEWS610（2009年4月 - 2011年3月25日）[2]

※キャスター・山上真実とのコンビで1週間交代で担当
- 2011統一地方選開票速報・島根（2011年4月24日） - スタジオキャスター
- フェイス
  - 「原発リスクとどう向き合うか〜立地県・島根 始まった模索〜」（2011年9月23日）
- あさイチ
  - 「"JAPA"なび ビックリ系 小京都 島根・津和野」（2012年1月26日）

大阪放送局時代
- 関西のニュース
- スポーツ中継
- あさイチ
  - 「"JAPA"なび 大阪・新世界」（2012年12月26日）

※転勤のため、1年以内に同コーナーへ2回目の出演という形になった。
札幌放送局時代（1度目）
- インタビューここから（2020年5月6日）
- 北海道のニュース
- 2020年7月の令和2年7月豪雨では、鹿児島放送局に応援で派遣され災害報道を中心にローカルニュースを担当した。

釧路放送局時代
- 北海道道東のニュース
- ほっとニュース北海道釧路
- スポーツニュース（キャスター、2021年7月10日、7月11日）[5]

G-Media時代（2021年8月 - 2023年6月）
- 北京オリンピック開会式（ラジオ実況・2022年2月4日）

東京アナウンス室時代（2023年7月 - 2024年3月）
札幌放送局時代（2度目）